# Kirsten Refsing
Kirsten Refsing, født Refsing Pedersen (født 14. september 1948 på Fredericia By- og Amtssygehus, Fredericia, død 22. september 2023 i København) var en dansk professor, der fra 2006 til 2011 var dekan for Det Humanistiske Fakultet ved Københavns Universitet.

## Baggrund og karriere
Refsing var datter af bibliotekar Kristen Henrik Refsing-Pedersen og hustru Signe Marie Jørgensen.
Refsing blev nysproglig student fra Fredericia Gymnasium i 1966 og magister i japansk fra Københavns Universitet i 1977 med ophold på Wasedauniversitetet i Tokyo. Hun blev i 1986 dr.phil. fra Københavns Universitet på en afhandling af ainu-sproget. Fra 1984 til 1990 var hun adjunkt ved Aarhus Universitet, og kom derefter til Københavns Universitet som lektor og institutleder ved Østasiatisk Institut. Fra 1995 til 2006 var hun professor og institutleder ved Department of Japanese Studies ved University of Hong Kong. Fra 2006 til 2011 var hun dekan ved Det Humanistiske Fakultet, Københavns Universitet. Hun var professor i japanske studier sammesteds.
18. november 2011 blev hun Ridder af Dannebrog.